# Roberto Hinestrosa Rey
Roberto Hinestrosa Rey (Bogotá, 23 de septiembre de 1955-27 de febrero de 2024) fue un abogado, jurista profesor y político colombiano.

## Biografía
Nació en Bogotá hijo de Fernando Hinestrosa. Estudió derecho en la Universidad Externado de Colombia, realizó su maestría en derecho y operaciones comerciales en la Universidad de París II en Francia e hizo su especialización en economía financiera en Instituto de Estudios Políticos de París.
Su carrera empezó en la docencia en fundar la Facultad de Finanzas y Relaciones Internacionales de la universidad con Enrique Low Murtra y Carlos Restrepo Piedrahita. En 1995 le agregó el programa Gobierno y Relaciones Internacionales, lo que la llevó a cambiar el nombre por Finanzas, Gobierno y Relaciones Internacionales. Entre 1992 al 1994 se desempeñó como viceministro de Justicia bajo la presidencia de César Gaviria y  secretario de despacho en la Gobernación de Cundinamarca.
Dentro de su carrera de derecho se desempeñó como Procurador delegado para la Economía y la Hacienda Pública y Procurador delegado para la Descentralización y Entidades Territoriales. Entre 2012 al 2019 fue Concejal de Bogotá por el Partido Cambio Radical. El 27 de febrero de 2024 falleció tras de sufrir de infarto de miocardio en su residencia en Bogotá.